# Trichosia albescens
Trichosia albescens är en tvåvingeart som beskrevs av Werner Mohrig och Boris Mamaev 1987. Trichosia albescens ingår i släktet Trichosia och familjen sorgmyggor. Inga underarter finns listade i Catalogue of Life.